# Różanecznik wczesny
Rododendron wczesny  (Rhododendron ×praecox hort) – sztucznie otrzymany mieszaniec dwóch gatunków różaneczników: R. ciliatum × R. dauricum. Został wyhodowany przez J. Daviesa ok. 1855–1860. Jest uprawiany jako roślina ozdobna.

## Morfologia
PokrójKrzew o luźnym pokroju osiągający po 10 latach uprawy wysokość około 1,2 m, maksymalnie może osiągnąć wysokość do 2 m.
LiścieZimozielone, pojedyncze, eliptyczne, skórzaste, orzęsione. Mają długość do 6 cm.
KwiatyLejkowate, fioletoworóżowe, o średnicy 3–4,5 cm, na wewnętrznej stronie jaśniejsze. Często są bezpłodne.

## Zastosowanie
Jest uprawiany jako roślina ozdobna w ogrodach i parkach. Jest jednym z najwcześniej zakwitających krzewów ozdobnych. Zakwita już pod koniec zimy i wczesną wiosną (marzec–kwiecień) i kwitnie bardzo obficie.

## Uprawa
- Wymagania. W odróżnieniu od większości różaneczników wymaga słonecznego stanowiska i nie musi mieć kwaśnej gleby; dobrze rośnie również na glebie o odczynie obojętnym, a nawet na glebie wapiennej. Wytrzymuje mróz do –23 °C. Ze względu na wczesne kwitnienie kwiaty są czasami uszkadzane przez wiosenne przymrozki.
- Sposób uprawy. Przez wiosnę i lato nawozi się wieloskładnikowymi nawozami, ale niewielką dawką. W czasie dłuższych upałów roślinę podlewa się. Również przed zimą należy obficie go podlewać, by nasycił się wodą na okres, gdy ziemia będzie zamarznięta i nie może z niej pobierać wody. Nie wymaga cięcia.